# Ocrepeira duocypha
Ocrepeira duocypha är en spindelart som först beskrevs av Chamberlin 1916.  Ocrepeira duocypha ingår i släktet Ocrepeira och familjen hjulspindlar.
Artens utbredningsområde är Peru. Inga underarter finns listade i Catalogue of Life.